# Boomin' Words from Hell
Boomin' Words from Hell este albumul de debut al lui Esham A. Smith. A fost lansat prima dată în 1989, când Smith avea 13 ani, fiind apoi relansat cu un an mai târziu.

## Producție
Boomin' Words from Hell a fost înregistrat într-o singură zi.

## Tematica versurilor
Versurile din Boomin' Words from Hell au fost inspirate din haosul prin care trecea Detroitul la momentul respectiv, inclusiv din consumul de droguri de pe străzile orașului. Conform lui Smith, „Era epoca drogurilor, [...] și de acolo a pornit totul. Toate aveau legătură cu [cartelul de droguri din anii 1970-80] Young Boys Incorporated, primarul Coleman Young, orașul în care trăiam și dezordinea prin care trecea acesta la momentul respectiv. În acest album ne referim la străzile din Detroit sub numele de «iad». De acolo mi-a venit inspirația.”

## Lansarea
Boomin' Words from Hell a fost lansat prima dată în 1989. Pe vremea aceea, Smith avea 13 ani. A fost promovat prin viu grai. În urma lansării inițiale, albumul a fost relansat în 1990, cu listă de piese și o copertă alternativă.

## Critică
Conform spuselor lui Smith, versurile albumului erau atât de sumbre încât au fost subiectul mai multor controverse:
„Lumea a ascultat primul album, și au început să creeze povești. Au avut un accident și s-au gândit că, «Totul s-a întâmplat pentru că ascultam acea înregistrare». Nu ne-am ajutat pe noi înșine când am descris ce era în mințile oamenilor. Nu ne-am dorit să șocăm lumea, ci să le arătăm cum trăim noi. Trebuia să le atragem atenția [...] Noi am spus multe lucruri pe care ceilalți nu îndrăzneau să le spună. Am vorbit despre probleme politice și sociale despre care lumea nu dorea să vorbească.”
Lui Esham i-a fost greu să-și facă mulți fani, datorită versurilor sumbre din piesele sale și datorită șocului produs de acestea, în timp ce fanilor de muzică hip hop le displăceau influențele heavy metal prezente în albumul lui Smith. În cartea All Music Guide to Hip-Hop, Jason Birchmeier scrie că „Majoritatea acestor piese sunt cu siguranță mediocre în comparație cu ce avea să compună Esham, dar există câteva care aveau să prevestească performanțele sale ulterioare”. Criticul de la Rap Reviews, John-Michael Bond, a scris că „întunericul ce înconjoară atât coloana sonoră cât și versurile din Boomin Words... ne amintește că, doar fiindcă cineva este copil, nu înseamnă că nu are un cuvânt de spus.”

## Ordinea pieselor pe disc
| Versiunea din 1989 |                           |         |  |
| Nr.                | Titlu                     | Lungime |  |
| 1.                 | „Esham's Boomin”          | 4:11    |  |
| 2.                 | „Word After Word”         | 3:47    |  |
| 3.                 | „Dream Girl”              | 2:08    |  |
| 4.                 | „Some Old Wicket Shit!!!” | 3:00    |  |
| 5.                 | „Kissing Bandit”          | 3:33    |  |
| 6.                 | „Devil's Groove”          | 3:08    |  |
| 7.                 | „Telling It How It Is”    | 2:28    |  |
| 8.                 | „Amen Another Sin”        | 1:49    |  |
| 9.                 | „My 9 Rhymes”             | 1:39    |  |
| 10.                | „Pussy Ain't Got No Face” | 3:35    |  |
| 11.                | „Don't Trip”              | 3:18    |  |
| 12.                | „Watch 'Cha Back”         | 2:30    |  |

| Versiunea din 1990 |                           |         |  |
| Nr.                | Titlu                     | Lungime |  |
| 1.                 | „Esham's Boomin”          | 4:11    |  |
| 2.                 | „My 9 Rhymes”             | 1:39    |  |
| 3.                 | „4 All the Suicidalist”   | 4:03    |  |
| 4.                 | „Dream Girl”              | 2:08    |  |
| 5.                 | „Devil's Groove”          | 3:08    |  |
| 6.                 | „True”                    | 4:09    |  |
| 7.                 | „Knockin Em Dead”         | 2:58    |  |
| 8.                 | „Red Rum”                 | 4:08    |  |
| 9.                 | „Kissing Bandit”          | 3:33    |  |
| 10.                | „Some Old Wicket Shit!!!” | 3:00    |  |
| 11.                | „Cross My Heart”          | 3:15    |  |
| 12.                | „Amen Another Sin”        | 1:49    |  |
| 13.                | „Pussy Ain't Got No Face” | 3:35    |  |
| 14.                | „Word After Word”         | 3:47    |  |
| 15.                | „Wish U Was Down”         | 3:03    |  |
| 16.                | „Devils in the Soup”      | 4:36    |  |
| Lungime totală:    | Lungime totală:           | 53:05   |  |

## Personal
- Esham – programator, producător, inginer de sunet, mastering
- Mike E. Clark - inginer de sunet, clape
- Reginal Nelton – producător executiv
- Greg Reilly – mastering
- James H. Smith – producător executiv